# Grevillea inconspicua
Grevillea inconspicua är en tvåhjärtbladig växtart som beskrevs av Friedrich Ludwig Diels. Grevillea inconspicua ingår i släktet Grevillea och familjen Proteaceae. Inga underarter finns listade i Catalogue of Life.